# Sinea coronata
Sinea coronata är en insektsart som beskrevs av Carl Stål 1862. Sinea coronata ingår i släktet Sinea och familjen rovskinnbaggar. Inga underarter finns listade i Catalogue of Life.